# Diani Beach
Diani Beach este un oraș din Kenya.